# تكامل رأسي

التكامل الرأسي

التكامل الرأسي في الاقتصاد الجزئي والإدارة هو ترتيب ونظام بحيث تكون فيه سلسلة التوريد لشركة ممتلكة من قبل تلك الشركة ذاتها. يختلف هذا الترتيب عن التكامل الأفقي، والذي تنتج فيه الشركة عدة منتجات مرتبطة ببعضها.
يعد التكامل الرأسي وسيلة من أجل تجنب مشكلة الاحتجاز Hold-up problem، ويعرف الاحتكار الناتج بواسطة التكامل الرأسي باسم الاحتكار الرأسي.
يمكن أن لكون التكامل الرأسي خطة إستراتيجية مهمة، ولكنها صعبة التنفيذ على نحو ناجح، والتي تكون مكلفة كثيراً في حال فشل تنفيذها.

## اقرأ أيضاً
- تكامل أفقي